# Sedum leblancae
Sedum leblancae är en fetbladsväxtart som beskrevs av R.-hamet. Sedum leblancae ingår i Fetknoppssläktet som ingår i familjen fetbladsväxter. Inga underarter finns listade i Catalogue of Life.